# Ceres (Californie)
Pour les articles homonymes, voir Cérès.
Ceres est une municipalité du comté de Stanislaus, en Californie.
Sa population était de 49 302 habitants en 2020.

## Démographie
| 1920 | 1930 | 1940  | 1950  | 1960  | 1970  |
| ---- | ---- | ----- | ----- | ----- | ----- |
| 637  | 981  | 1 332 | 2 351 | 4 406 | 6 029 |

| 1980   | 1990   | 2000   | 2010   | 2020   | - |
| ------ | ------ | ------ | ------ | ------ | - |
| 13 281 | 26 314 | 34 609 | 45 417 | 49 302 | - |

## Source
- (en) Cet article est partiellement ou en totalité issu de l’article de Wikipédia en anglais intitulé « Ceres, California » (voir la liste des auteurs).